# 2005 en Palestine
Chronologie de la Palestine
- 2001
- 2002
- 2003
- 2004
- 2005
- 2006
- 2007
- 2008
- 2009

Cette page concerne les évènements survenus en 2005 en Palestine :

## Évènements
- Seconde intifada (depuis septembre 2000)
- 9 janvier : Élection présidentielle palestinienne
- 8 février : Sommet de 2005 de Sharm El Sheikh (en)
- 24 février 2025 : Fin du second gouvernement Qurei (en) (débuté le 12 novembre 2003)
- 20 juin : Une palestinienne est arrêtée au point de passage d'Erez, transportant des explosifs et un détonateur dans ses sous-vêtements. Elle prévoyait de commettre un attentat-suicide à la bombe à l'hôpital Soroka, où elle recevait un traitement médical et avait rendez-vous avec un médecin. La femme déclare avoir été envoyée par les Brigades des martyrs d'Al-Aqsa.
- 11 septembre :  En accord avec le plan de désengagement de la bande de Gaza, Israël se retire de la bande de Gaza.
- 23 septembre : Explosions dans le camp de Jabalia (en)

## Sortie de film
- Paradise Now

## Création
- Université de Palestine à Al-Zahra (Gaza)

## Dissolution
- Ganei Tal (colonie israélienne dans la bande de Gaza)